# Thierry Janssen
Pour les articles homonymes, voir Janssen.
 (février 2017).
Si vous disposez d'ouvrages ou d'articles de référence ou si vous connaissez des sites web de qualité traitant du thème abordé ici, merci de compléter l'article en donnant les références utiles à sa vérifiabilité et en les liant à la section « Notes et références ».
Thierry Janssen est un acteur belge né le 29 novembre 1972, diplômé de l'IAD en 1995. Il a également été animateur de télévision et de radio.
Il est la voix de la majorité des méchants principaux dans les premiers épisodes de One Piece (voix de Morgan, Morge, Don Krieg, Wapol, Crocodile).

## Théâtre
- 1994 : Le Roi Lear (Shakespeare)
- 1995 : Tu ne violeras pas (Edna Mazya)
- 1997 : Hernani (Victor Hugo)
- 1997 : Arlequin valet de deux maîtres (Carlo Goldoni)
- 1999 : Sa Majesté des mouches (William Golding)
- 2003 : Santa
- 2004 : Les Deux Jumeaux vénitiens (Carlo Goldoni)
- 2005 : Mort accidentelle d'un anarchiste (Dario Fo)
- 2006 : Juliette à la foire (Micheline Parent)
- 2007 : Incendies (Wajdi Mouawad)
- 2007 : L'Oiseau vert (Carlo Gozzi)
- 2008 : Histoires de famille (Biljana Srbljanović)
- 2008 : Facteur humain (dont il est l'auteur)
- 2011 : Le Nom de la rose d'Umberto Eco, adapté par Patrick de Longrée et mis en scène par Stephen Shank, abbaye de Villers-la-Ville : Bérenger d'Arundel
- 2017 : Un tailleur pour Dames (Georges Feydeau)

Il est également l'auteur de Folles Funérailles et Le Jour où je me suis rencontré, dont il assure également la mise en scène.
Auteur également du Tour du monde en 80 jours, adapté de l'œuvre de Jules Verne, ainsi que co- auteur d'Alice au pays des merveilles et adaptateur de Sherlock Holmes, de Fantômas et de L'Île au trésor (œuvres jouées au Théâtre royal du Parc à Bruxelles).

## Filmographie
- Casablanca Driver de Maurice Barthélémy
- La Tour Montparnasse infernale 2 d'Éric Judor

## Télévision et radio
Il a animé les émissions Saka Saka sur Fun Radio Belgique et À nous les studios sur Club RTL.
- Femmes de loi (saison 7) d'Emmanuel Gust
- À dix minutes de nulle part d'Arnauld Mercadier
- La Trêve de Matthieu Donck
- Les Rivières pourpres
- Albatros de Wannes Destoop
- Red Light de Wouter Bouvijn

## Doublage

### Cinéma

#### Films
- 1978 : La 36e chambre de Shaolin : le prévôt responsable de la discipline (Li Hai-sheng)
- 2000 : Animal Factory : Jesse (Jake La Botz (en))
- 2005 : SPL : Sha po lang : l'inspecteur Kwok Tsz Sum (Danny Summer)
- 2006 : Crazy Party : Jeff (Nick Swardson)
- 2007 : Les Contes de Grimm : Le Nain Tracassin : ? (?)
- 2009 : Vacances à la grecque : Gator [Qui ?]
- 2010 : Journal d'un dégonflé : le professeur d'éducation physique [Qui ?]
- 2011 : Drôles d'oiseaux : Brad Harris (Jack Black)
- 2012 : V/H/S : Spider (Jason Yachanin (en))
- 2014 : Sils Maria : Urs Kobler (Aljoscha Stadelmann (de))
- 2016 : Les Espions d'à côté : Bruce Springstein / Scorpion (Patton Oswalt)
- 2016 : Revenger : le manager de l'hôtel (John Callander)
- 2017 : Angle mort : Ruud (Bert Haelvoet)
- 2019 : Official Secrets : Roger Alton (Conleth Hill)
- 2019 : Greed : Frank, le dresseur de lions (Asim Chaudhry)
- 2020 : J'y crois encore : ? (?)
- 2021 : The Medium : Manit (Yasaka Chaisorn)
- 2021 : Pleasure : Brian (John Strong)
- 2022 : La Disparue : Jo Paul (Robert Walker Branchaud)
- 2022 : The Lost King : Richard Buckley (Mark Addy)
- 2022 : Family Camp (en) : le pasteur Dave (Mark Christopher Lawrence)
- 2023 : Dead Shot (en) : ? (?)
- 2023 : Opération Napoléon : Einar (Ólafur Darri Ólafsson)
- 2023 : Le Prix de la vengeance : ? (?)

#### Films d'animation
- 1985[1] : Vingt mille lieues sous les mers : Ned Land et le capitaine Nemo
- 1997 : Léo, roi de la jungle : Minus
- 2001 : Cowboy Bebop, le film : Shadkins
- 2004 : Naruto et la Princesse des neiges : voix additionnelles
- 2005 : La Légende de la pierre de Guelel : Kankurō
- 2005 : Inspecteur Gadget et le Ptérodactyle géant : la Science
- 2006 : Mission spéciale au pays de la Lune : Kakeru Tsuki
- 2007 : Naruto Shippuden : Un funeste présage : Chōji Akimichi et Mōryō
- 2008 : Naruto Shippuden : Les Liens : Chōji Akimichi
- 2009 : Naruto Shippuden : La Flamme de la volonté : Chōji Akimichi et Kankurō
- 2010 : Yu-Gi-Oh! Réunis au-delà du temps : Rex Goodwin
- 2010 : Inazuma Eleven : Tous unis contre l'équipe Ultime Ogre ! : Ray Dark et Drayce Bausen
- 2010 : Les Chimpanzés de l'espace 2 : Comet
- 2011 : Naruto Shippuden: Blood Prison : Chōji Akimichi et le chef des gardes
- 2011 : Inazuma Eleven GO, le film : Gryphon, les liens ultimes (en) : Wanli Changcheng et Goldwin
- 2012 : Naruto Shippuden: Road to Ninja : Chōji Akimichi
- 2015 : Boruto : Naruto, le film : Kinshiki Ōtsutsuki et Katasuke
- 2019 : One Piece: Stampede : Crocodile et Brannew
- 2021 : Détective Conan : La Balle écarlate : Pr Hiroshi Agasa et Genta Kojima
- 2022 : Détective Conan : La Fiancée de Shibuya : Pr Hiroshi Agasa et Genta Kojima
- 2022 : Unicorn Wars : Dodu
- 2022 : One Piece Film: Red : Bepo
- 2022 : The First Slam Dunk : Nozomi Takamiya
- 2023 : Détective Conan : Le Sous-marin noir : Pr Hiroshi Agasa et Genta Kojima
- 2024 : Les Aventuriers de l'arche de Noé : Vini

### Télévision

#### Téléfilms
- 2015 : Mariées dans l'année (en) : ? (?)

#### Séries télévisées
- Berlin, Berlin : Hart
- De tout mon cœur
- Les Vies rêvées d'Erica Strange : Josh McIntosh
- Les Secrets de Blake Holsey : Lucas
- Torchwood : diverses voix
- Unsolved : l'inspecteur Andreas Zier
- 2014-2021 : Gomorra : Gennaro Savastano (Salvatore Esposito) (58 épisodes)
- 2015-2017 : Doctor Who : Nardole (Matt Lucas) (saison 10)
- 2017 : Underground : Frag Jack (Joseph Sikora)
- 2018 : Waco : Ron Engelman (Eric Lange) (mini-série)
- 2021 : The Pembrokeshire Murders : le lieutenant Glyn Johnson (Richard Corgan (en)) (mini-série)
- 2022 : Chantal : Pascal Plovy (Bert Huysentruyt (nl))
- 2022 : Candy : Meurtre au Texas : Richard (Adam Bartley (en)) (mini-série)
- 2023 : Les Émissaires (es) : Bernal (Miquel Insua) (saison 2)
- 2023 : Mayfair Witches : Arlo Whittle (Chris Coy)
- 2024-2025 : J'irai cracher sur vos tombes : Fredy Pérez (Ramsés Ramos (es))

#### Séries d'animation
(septembre 2023).
- depuis 1999[2] : One Piece : le colonel Morgan (1re voix), Morge (voix principale), Gaimon, Koshiro (1re voix), Don Krieg (1re voix), Igaram, Wapol (1re voix), Crocodile (voix principale), Prométhée, Napoléon, Rabian, la voix-off parlant de Gol D. Roger avant le générique (épisodes 1-47), Bepo (2e voix), Lucky Roux (4e voix), Gecko Moria (2e voix, épisode 917), Queen (voix parlée), Tom (2e voix) et Fossa (2e voix)
- 2002-2017 : Naruto / Naruto Shippūden : Chōji Akimichi, Kankurō, Mizuki, Dan Katō (2e voix), Aoi Rokushō, Jūgo, Fugaku Uchiwa (2e voix), Gerotora et Sakumo Hatake
- 2003-2008 : Les Tortues Ninja : Splinter et Casey Jones (saisons 1 à 5)
- Ayakashi: Japanese Classic Horror - Tenshu Monogatari : Yoshikumi Sakai
- Beyblade : Kai
- Cyborg 009
- Détective Conan : Genta Kojima et Pr Hiroshi Agasa
- Franklin la tortue : Raffin (2e voix, saison 6)
- Hard Times : Miles
- Keroro, mission Titar : Tororo
- Kitou Scrogneugneu : Kitou
- Mes parrains sont magiques : Charlie (Chester), le guide du corps de Vicky, la fée fourchette, Rotule d'Acier, Billy l'enfant des années 70 que Cosmo et Wanda était ses parrains
- Paz le pingouin : Truffe, le chien
- Rave Master : Galein Musica
- Rozen Maiden : Jun Sakurada
- Regular Show : Thomas
- Saint Seiya Hadès : Shaka
- Souvenirs de Gravity Falls : Bill Crypto
- Yu-Gi-Oh! GX : Dr Crowler
- Inazuma Eleven : Dvalin, Caleb, Ray Dark,  Thomas Feldt,  M. Veteran & Zoolan Rice
- Les Bisounours : Aventures à Bisouville : Touronchon
- Big Mouth : Lola
- 2018-2023 : Boruto: Naruto Next Generations : Kagemasa (épisodes 8-9), Kinshiki Ōtsutsuki, Chōji Akimichi, Jūgo, Shizuma Hoshigaki, Kotaro Kuma, Koji Kashin, Kotarō Fūma, Kankurō, Hidari (épisodes 40-41), Fugaku Uchiwa (épisode 95), Doragu (3 épisodes) et Tsuzumi (épisode 210)
- 2022 : Détective Conan : Apprenti Criminel : Genta Kojima et Pr Hiroshi Agasa
- 2023 : Tengoku-Daimakyō : le deuxième voyou
- 2025 : Lazarus : voix additionnelles

### Jeu vidéo
- 2023 : Naruto X Boruto Ultimate Ninja Storm Connections : Choji Akimichi, Kankuro, Koji Kashin et Jugo

## Livres audio
Œuvre de R. J. Ellory
- Vendetta, Audiolib, 2010

Œuvres de Lars Kepler
- L'Hypnotiseur, Audiolib, avril 2011
- Le Pacte, Audiolib, avril 2012
- Le Marchand de sable, Audiolib, avril 2015

Œuvre de Frédéric Lenoir
- Petit traité de vie intérieure, Audiolib, septembre 2011 — Avec David Manet

Œuvre de Mary Ann Shaffer et Annie Barrows
- Le Cercle littéraire des amateurs d'épluchures de patates, Audiolib, novembre 2009 — Avec Cachou Kirsch, Nathalie Homs, Nathalie Hugo et Philippe Résimont

Œuvre de David Vann
- Sukkwan Island, Audiolib, juillet 2010

Œuvres de Fred Vargas
- L'Armée furieuse, Audiolib, janvier 2012
- Pars vite et reviens tard (nouvelle version), Audiolib, mars 2012
- Un lieu incertain, Audiolib, février 2013
- Dans les bois éternels, Audiolib, juin 2013
- Temps glaciaires, Audiolib, juin 2015
- Quand sort la recluse, Audiolib, novembre 2017

Œuvre de Benjamin Wood
- Le Complexe d'Eden Bellwether, Audiolib, février 2015

Œuvres de J. R. R. Tolkien
- La Fraternité de l'Anneau, Audiolib, février 2018
- Les Deux Tours, Audiolib, avril 2018
- Le Retour du roi, Audiolib, août 2018
- Les Enfants de Húrin, Audiolib mai 2021
- Le Silmarillion, Audiolib, octobre 2021
- Contes et légendes inachevés, Audiolib, octobre 2022
- Beren et Lúthien, Audiolib, juin 2023
- La Chute de Gondolin, Audiolib, novembre 2023